# Val de San Lorenzo
Val de San Lorenzo est une commune d'Espagne (municipio) dans la province de León, communauté autonome de Castille-et-León. Elle s'étend sur 49,49 km2 et comptait environ 578 habitants en 2012.

## Villages et hameaux
Le municipio regroupe les villages ou hameaux suivant, par ordre alphabétique :
- Lagunas de Somoza
- Val de San Lorenzo (chef-lieu)
- Val de San Román, lui-même composé de plusieurs quartiers (barrios)
  - barrio de Quintana,
  - barrio de Sobrado,
  - barrio de Cantosales
  - barrio del Monte